# Kibbutz (dokumentarfilm)
|  | Denne artikel er oprettet af botten Steenthbot ud fra en ekstern database. Den kan derfor have sproglige fejl eller mangler. Denne skabelon kan fjernes efter kontrol af indholdet. |

Kibbutz er en dansk dokumentarfilm fra 1974 instrueret af Tue Ritzau og efter manuskript af Kristen Krosney.

## Handling
Det daglige liv for alle aldersklasser i en kibbutz.